# Anders Ahlgren
Anders Oscar Ahlgren (* 12. Februar 1888 in Malmö; † 27. Dezember 1976 ebenda) war ein schwedischer Ringer.

## Werdegang
Anders Ahlgren war ein hervorragender schwedischer Ringer aus den Anfangszeiten des modernen Ringens kurz vor und kurz nach dem Ersten Weltkrieg. Er war Angehöriger von GAK Enigheit Malmö, wo er 1907 mit dem Ringen begann. Wie damals üblich rang er nur im griechisch-römischen Stil, bei dem Griffe nur ab der Hüfte aufwärts erlaubt sind. Zu Beginn seiner Karriere rang er im Halbschwergewicht, später im Schwergewicht. Im Jahre 1909 wurde er erstmals schwedischer Meister im Halbschwergewicht.
Ab 1909 startete er mit viel Erfolg auch bei internationalen Meisterschaften. Viele dieser Meisterschaften, an denen er teilnahm, trugen inoffiziellen Charakter, weil die Austragungsmodi und die Gewichtsklasseneinteilungen oftmals wechselten.
Die erste internationale Meisterschaft, an der er teilnahm, war die Europameisterschaft in Malmö im Jahre 1909. Er startete im Halbschwergewicht (bis 82,5 kg Körpergewicht) und belegte den 4. Platz. Ein Jahr später gewann er bei der Europameisterschaft in Budapest im Halbschwergewicht (bis 85 kg Körpergewicht) mit dem 2. Platz seine erste Medaille. Im Endkampf unterlag er dem Niederländer J. van Westerop.
Im Jahr 1911 wurde er in Helsinki Vizeweltmeister im Halbschwergewicht (bis 83 kg Körpergewicht). Er musste dabei gegen 13 Gegner kämpfen und rang gegen den späteren Sieger Alfred Asikainen aus Finnland unentschieden. Im Jahr 1911 war er in Berlin bei einer weiteren Weltmeisterschaft am Start. Er rang dabei erstmals im Schwergewicht und belegte den 3. Platz, wobei er den bekannten Dänen Søren Marinus Jensen besiegte, im Endkampf aber gegen Alex Järvinen aus Finnland unterlag. Bei den Olympischen Spielen 1912 in Stockholm rang er im Halbschwergewicht. Er kämpfte sich bis in das Finale gegen den Finnen Ivar Böhling durch. Nach heutiger Meinung wurde dieser Kampf nach Stunden ohne Ergebnis abgebrochen und beide Ringer wurden auf den 2. Platz gesetzt, womit Anders Ahlgren die Silbermedaille gewonnen hätte. In dem Buch Die Olympischen Spiele 1912 (Carl Diem, Ausgabe Berlin 1912, Reprint Kasseler Sportverlag, 1990) wird in der Ergebnisliste Anders Ahlgren als erster Sieger und Ivar Böhling als zweiter Sieger genannt – ein Widerspruch, der noch der Aufklärung bedarf.
Bei den Europameisterschaften 1913 in Budapest gelang es Anders endlich einen Titel zu gewinnen. Er wurde vor Tibor Fischer aus Ungarn Europameister. Im gleichen Jahr wurde er in Breslau auch Weltmeister im Schwergewicht vor den starken deutschen Ringern Jakob Neser aus Ludwigshafen am Rhein und Karl Hertel aus Hof (Saale).
Der Erste Weltkrieg unterbrach die internationale Karriere von Anders Ahlgren. Im Jahr 1920 nahm er jedoch zum zweiten Mal in Antwerpen an Olympischen Spielen teil, verpasste mit einem 5. Platz aber die Medaillenränge. Ausschlaggebend dafür war eine überraschende Niederlage gegen den US-Amerikaner Edward Wilkie.
Seine Karriere beschloss der mittlerweile 34-Jährige mit dem 2. Platz bei den Weltmeisterschaften 1922 in Stockholm. Im Finale unterlag er dabei seinem Landsmann Ernst Nilsson.

## Internationale Meisterschaften
(OS = Olympische Spiele, WM = Weltmeisterschaft, EM = Europameisterschaft, GR = griech.-röm. Stil, Hs = Halbschwergewicht, S = Schwergewicht)
- 1909, 4. Platz, EM in Malmö, GR, Hs (82,5 kg), hinter Harald Christensen, Dänemark, Antti Savolainen, Finnland und Lorens Rosman, Schweden und vor Alfred Back, Schweden und Henry Nielsen, Dänemark;
- 1910, 2. Platz, EM in Budapest, GR, Hs (85 kg), hinter J. van Westerop, Niederlande und vor Harald Christensen, Gyapay, Ungarn und Jozséf Elöd, Ungarn;
- 1911, 2. Platz, WM in Helsinki, GR, Hs (83 kg), hinter Alfred Asikainen, Finnland und vor Arvo Lumme, Finnland, Oscar Wiklund, Finnland und Hjalmar Grip, Finnland;
- 1911, 2. Platz, WM in Berlin, GR, S (+ 85 kg), hinter Alex Järvinen, Finnland und Al. Lehmann, Deutschland und vor Søren Marinus Jensen, Dänemark und Rudolf Grüneisen, Schweiz;
- 1912, Silbermedaille, OS in Stockholm, GR, Hs (82,5 kg), gemeinsam mit Ivar Böhling, Finnland und vor Béla Varga, Ungarn, Fritz Lange, Deutschland, August Rajala, Finnland und Harald Christensen;
- 1913, 1. Platz, EM in Budapest, GR, S (+ 82,5 kg), vor Tibor Fischer, Ungarn, Emil Wastl, Österreich, Jozsef Elöd und Søren Marinus Jensen;
- 1913, 1. Platz, WM in Breslau, GR, S (+ 82,5 kg) vor Jakob Neser, Deutschland, Karl Hertel, Deutschland und Gustaf Lindstöm, Schweden
- 1920, 5. Platz, OS in Antwerpen, GR, S (+ 82,5 kg) hinter Adolf Lindfors, Finnland, Poul Hansen, Dänemark, Martti Nieminen, Finnland und Edward Wilkie, USA;
- 1922, 2. Platz, WM in Stockholm, GR, S (+ 82,5 kg), hinter Ernst Nilsson, Schweden und vor Toivo Pohjola, Finnland, Poul Hansen und Emil Larsen, Dänemark

## Schwedische Meisterschaften
Anders Ahlgren wurde im Jahr 1909 im Halbschwergewicht und in den Jahren 1911 und 1918 im Schwergewicht schwedischer Meister.